# Szemgyűrűs tűfarkúcinege
A szemgyűrűs tűfarkúcinege (Asthenes palpebralis) a madarak (Aves) osztályának verébalakúak (Passeriformes) rendjébe és a fazekasmadár-félék (Furnariidae) családjába tartozó faj.

## Rendszerezése
A fajt Jean Cabanis német ornitológus írta le 1873-ben, a Schizoeaca nembe Schizoeaca palpebralis néven. Egyes szervezetek jelenleg is ide sorolják.

## Előfordulása
Dél-Amerikában, az Andok keleti oldalán, Peru területén honos. Természetes élőhelyei a szubtrópusi és trópusi hegyi esőerdők, magaslati gyepek és cserjések. Állandó, nem vonuló faj.

## Megjelenése
Testhossza 20 centiméter, testtömege 16-18 gramm.

## Természetvédelmi helyzete
Az elterjedési területe kicsi, de vannak még felméretlen területek, egyedszáma valószínűleg csökken, de még nem éri el a kritikus szintet. A Természetvédelmi Világszövetség Vörös listáján nem fenyegetett fajként szerepel.